# 季尚斯卡亚农村居民点
季尚斯卡亚农村居民点（俄语：Тишанское сельское поселение）是俄罗斯联邦伏尔加格勒州涅哈耶夫斯卡亚区所属的一个农村居民点。其下辖有11个居民点，行政中心为季尚斯卡亚。据2016年统计，该农村居民点的人口为930人。